# Otto Friedrich Ludwig von Schack
Otto Friedrich Ludwig von Schack (* 3. Februar 1763 in Berlin; † 29. September 1815 ebenda) war ein preußischer Major der Gens d’armes und Vorbild für die literarische Figur in Theodor Fontanes Roman Schach von Wuthenow.

## Leben

### Herkunft
Er war der Sohn von Gneomar Bernd Wilhelm von Schack (1730–1776) und dessen Ehefrau Julia Marie Luise, geborene von Wreech (1738–1769), eine Tochter des Generalleutnants Adam Friedrich von Wreech. Seine Schwester Juliane Louise (1760–1835) heiratete zunächst Heinrich Siegmund von Czettritz und Neuhaus († 1787) und nach dessen Tod den Minister August von der Goltz.

### Militärkarriere
Schack trat 1777 als Standartenjunker in das Reiterregiment Gens d’armes der Preußischen Armee ein, wurde Mitte Mai 1780 Kornett und Anfang Juni 1786 in den Johanniterorden aufgenommen. Als 1793 der Krieg mit Polen ausbrach, war er zu seiner Enttäuschung zunächst nicht dabei. Nach einer Eingabe beim König nahm er aber ab 1794 an den Gefechten in Südpreußen teil und erhielt den Orden Pour le Mérite. Am 6. Februar 1796 wurde er Stabsrittmeister, am 9. Januar 1802 Eskadronchef und am 9. August 1803 Major. Am 29. September (auch 24. September) 1815 erschoss er sich in Berlin.

### Leichtes Leben in Berlin
Nach dem Tod von Friedrich II. wurde Friedrich Wilhelm II. König von Preußen. Dieser wollte das Leben in vollen Zügen genießen. Auch das Garderegiment Gens d’armes wollte hier nicht nachstehen. So war Schack ein Frauenheld und bei vielen Hof- und anderen Festlichkeiten zu finden. Zudem war er begeisterter Pferdezüchter, auch ein kostspieliges Vergnügen. Bekannt wurde besonders ein Rennen vom 6. Mai 1797. Ein Pferd aus dem Reitstall des Herrn von Schack und eines des Mecklenburger Gutsbesitzers von der Lancken machten ein Rennen von Berlin nach Charlottenburg. Das Pferd des Herrn Lancken gewann mit 30 Schritten Vorsprung. Zahllose Berliner säumten die Straße, und Unsummen sollen damals verwettet worden sein. Schack war zwar Erbe eines reichen Vaters, aber seine Ausgaben überstiegen seine Einnahmen, und so wollte er bereits 1796 das Gut Kloxin wegen der Schulden verkaufen. Das misslang, aber am 26. Juni 1797 kaufte es der Generalmajor George Ferdinand von Damm für 61.000 Taler. Bereits am 6. Juli 1799 verkaufte er das Hauptgut Prillwitz an den Geheimen Finanzrat August Heinrich von Borgstede für 170.000 Taler. Zum Schluss muss ihm auch dieses Geld ausgegangen sein. Um seine Finanznöte zu beheben, wollte er die wohlhabende und gebildete, jedoch unansehnliche Victoire von Crayen, Tochter der berühmten Berliner Salonnière Henriette von Crayen, heiraten. Schack erschoss sich aber vor der Hochzeit, da er fürchtete, zum Gespött seiner Kameraden zu werden.
Dass er auch literarisch interessiert war, zeigen zwei Vorfälle: Im Dezember 1808 vermittelte er das Stück „Käthchen von Heilbronn“ dem Berliner Theater, es stammt aus der Feder des bekannten Heinrich von Kleist. Auch dessen Ode „An Friedrich Wilhelm den Dritten“ im Jahr 1809. Nachdem es bereits von der Zensur abgelehnt worden war, wendete sich der Hofbuchdrucker Decker an Schack, der sich an den Mann seiner Schwester wendete, den Minister für auswärtige Angelegenheiten August Friedrich Ferdinand Graf von der Goltz, was aber auch nicht half.